# Новые Высли (Ибресинский район)
Но́вые Высли́ (чув. Хумри Выҫли, Шалти Выҫли) — деревня в Ибресинском районе Чувашской Республики. Входит в состав Хормалинского сельского поселения. 

## География
Находится на реке Кубня. Расстояние до города Чебоксары — 112 км на юг, до центра сельского поселения с. Хормалы — 3,4 км.
Высота центра селения над уровнем моря 107 м. 
На 2023 год в деревне числится 4 улицы: Заводская, Кирова, Ленина и Лесная

## Население
| 2010 | 2012 |
| ---- | ---- |
| 538  | ↘536 |

## Экономика
Имеется крахмало-паточный завод, магазин Ибресинского райпо.
Сельскохозяйственный кооператив «Патман» занимается выращиванием разных сельскохозяйственных культур.
На территории деревни расположены: заброшенная с 19 августа 2016 года школа, библиотека, сельский дом культуры, фельдшерский-акушерский пункт.

## Транспорт
Деревня доступна автотранспортом. Автобусное сообщение с райцентром. Остановка общественного транспорта «Новые Высли». 